# Horqueta (Uruguai)
Horqueta (en castellà i oficialment, Paso de la Horqueta) és un poble del sud-oest de l'Uruguai, que pertany al departament de Colonia. Segons dades del cens de 2004, el poble té una població aproximada de 200 habitants.
Horqueta compta amb una escola pública i una altra privada: Escuela Criado Pérez. La seva principal activitat industrial és la ramaderia, seguida de l'agricultura i la lleteria.